# Геометрия Римана
Геометрия Римана (называемая также эллиптическая геометрия) — одна из неевклидовых геометрий постоянной кривизны (другие — это геометрия Лобачевского и сферическая геометрия). Если геометрия Евклида реализуется в пространстве с нулевой гауссовой кривизной, Лобачевского — с отрицательной, то геометрия Римана реализуется в пространстве с постоянной положительной кривизной (в двумерном случае — на проективной плоскости и локально на сфере).
В геометрии Римана прямая определяется двумя точками, плоскость — тремя, две плоскости пересекаются по прямой и т. д., но в геометрии Римана нет параллельных прямых. В геометрии Римана, как и в сферической геометрии, справедливо утверждение: сумма углов треугольника больше двух прямых, имеет место формула
{\displaystyle \Sigma =\pi +{S}/{R^{2}},}
где {\displaystyle \Sigma } — сумма углов треугольника, {\displaystyle R} — радиус сферы, на которой реализована геометрия.

Отождествление противоположных точек сферы в геометрии Римана

Двумерная геометрия Римана похожа на сферическую геометрию, но отличается тем, что любые две «прямые» имеют не две, как в сферической, а только одну точку пересечения. При отождествлении противоположных точек сферы получается проективная плоскость, геометрия которой удовлетворяет аксиомам геометрии Римана.
Действительно, рассмотрим сферу {\displaystyle S} с центром в точке {\displaystyle O} в трёхмерном пространстве {\displaystyle E}. Каждая точка {\displaystyle A\in S} вместе с центром сферы {\displaystyle O} определяет некоторую прямую {\displaystyle l\subset E}, то есть некоторую точку {\displaystyle A_{*}} проективной плоскости {\displaystyle \Pi }. Сопоставление {\displaystyle A\to A_{*}} определяет отображение {\displaystyle S\to \Pi }, большие круги на {\displaystyle S} (прямые в сферической геометрии) переходят в прямые на проективной плоскости {\displaystyle \Pi }, при этом в одну точку {\displaystyle A_{*}\in \Pi } переходят ровно две точки сферы: вместе с точкой {\displaystyle A\in S} и диаметрально противоположная ей точка {\displaystyle A'\in S} (см. рисунок).
Евклидовы движения пространства {\displaystyle E}, переводящие сферу {\displaystyle S} в себя, задают некоторые определенные преобразования проективной плоскости {\displaystyle \Pi }, которые являются движениями геометрии Римана.
В геометрии Римана любые прямые пересекаются, поскольку это верно для проективной плоскости, и таким образом, в ней нет параллельных прямых.
Одно из отличий геометрии Римана от евклидовой геометрии и геометрии Лобачевского состоит в том, что в ней нет естественного понятия «точка C лежит между точками A и B» (в сферической геометрии это понятие также отсутствует). Действительно, на прямую проективной плоскости {\displaystyle \Pi } отображается большой круг на сфере {\displaystyle S}, причём две диаметрально противоположные точки сферы {\displaystyle A} и {\displaystyle A'} переходят в одну точку {\displaystyle A_{*}\in \Pi }. Аналогично, точки {\displaystyle B,B'} переходят в одну точку {\displaystyle B_{*}\in \Pi } и точки {\displaystyle C,C'} переходят в одну точку {\displaystyle C_{*}\in \Pi }.
Таким образом, с равным основанием можно считать, что точка {\displaystyle C_{*}} лежит между {\displaystyle A_{*}} и {\displaystyle B_{*}} и что она не лежит между ними (см. рисунок).